# Merodontina indiana
Merodontina indiana är en tvåvingeart som beskrevs av Joseph och Parui 1984. Merodontina indiana ingår i släktet Merodontina och familjen rovflugor. Inga underarter finns listade i Catalogue of Life.